# Spazigaster ambulans
Spazigaster ambulans är en tvåvingeart som först beskrevs av Fabricius 1798.  Spazigaster ambulans ingår i släktet Spazigaster och familjen blomflugor.
Artens utbredningsområde är Italien. Inga underarter finns listade i Catalogue of Life.